# Philadelphia Union
O Philadelphia Union é um clube estadunidense de futebol sediado na área metropolitana da Filadélfia. O time faz parte da Conferência Leste da Major League Soccer (MLS), a principal competição de futebol do país. O estádio do clube é o Subaru Park, um estádio específico para futebol localizado em Chester, Pensilvânia, às margens do rio Delaware.

## História
Fundado em 2008, obteve um pacote financeiro de 47 milhões de dólares junto à câmara municipal da Filadélfia e ao governo do estado da Pensilvânia. O nome Union se refere ao processo de Independência dos Estados Unidos quando as chamadas Treze Colônias formarão a União do país tendo a Filadéfia como sua primeira capital.
O primeiro jogo foi disputado em 25 de março de 2010, onde perderam por 2x0, para o Seattle Sounders no Qwest Field. O primeiro jogador a marcar um gol pelo Philadelphia Union foi o francês Sébastien Le Toux, em seu jogo de estreia em casa no dia 10 de abril de 2010, uma vitória de 3x2 sobre o D.C. United.
Em 16 de setembro de 2014, obteve o vice-campeonato da U.S. Open Cup.

## Palmarés
| NACIONAIS      | NACIONAIS          | NACIONAIS | NACIONAIS  |
|                | Competição         | Venceu    | Temporadas |
| -------------- | ------------------ | --------- | ---------- |
|                | Supporters' Shield | 1         | 2020       |
| REGIONAIS      |                    |           |            |
|                | Competição         | Venceu    | Temporadas |
| Estados Unidos | Conferência Leste  | 1         | 2022       |

### Outros troféus
- MLS Fair Play Award (2): 2014, 2015

### Outras campanhas de destaque
- Vice-Campeão da U.S. Open Cup: 2014, 2015 e 2018.
- Terceiro colocado da Copa das Ligas: 2023
- Semi-Finalista da Concacaf Champions Cup: 2021 e 2023.
- Vice-Campeão da MLS Cup: 2022